# Kostas Manolas
Konstantinos "Kostas" Manolas - em grego, Κωνσταντίνος Μανωλάς (Naxos, 14 de junho de 1991) é um futebolista grego que atua como zagueiro. Atualmente joga no Pannaxiakos.[carece de fontes?]

## Carreira

### Thrasyvoulos Fylis
Manolas começou sua carreira pelo Thrasyvoulos Fylis, em 2009, na segunda metade da época iniciada em 2008. No clube que o formou, o zagueiro fizera somente cinco jogos até ser contratado pelo AEK Atenas no mesmo ano para temporada 2009–10. Na época, o tio de Kostantios era o diretor técnico do clube e se interessou pelo futebol do sobrinho enquanto o observava em partidas do juvenil.

### AEK Atenas
Ao assinar com o AEK, Manolas assumiu que este era o seu time do coração e que tinha o desejo de se aposentar na equipe. Em sua estreia, venceu o Kavala FC e foi nomeado o Homem do Jogo pela sua exímia performance. Ele marcou seu primeiro gol em maio de 2010, quando enfrentou o Olympiacos FC, em um clássico grego. Nessa partida, lesionou-se no Osso jugal no primeiro minuto, após um contato forte com Kostas Mitroglou, mas estufou as redes do time adversário aos seis minutos de jogo. Ao minuto 15, foi substituído.
Na época 2010–11, venceu a Copa da Grécia e recebeu o prêmio de Melhor Jogador em campo na partida decisiva diante o Atromitos FC.

Na época seguinte, voltou a chamar a atenção fazendo grandes performances na Liga Grega e na Liga Europa da UEFA de 2011–12. Na competição, chegou a marcar um gol diante o Sturm Graz na única vitória dos gregos na Fase de Grupos da competição. Em janeiro de 2012, os representantes do Everton se interessaram pelo defensor e fizeram uma proposta ao clube ateniense para contratá-lo. O time aceitou o valor, mas o jogador recusou a investida inglesa por achar que deixar o clube naquele momento seria ruim, já que a equipe tinha poucos zagueiros a disposição.

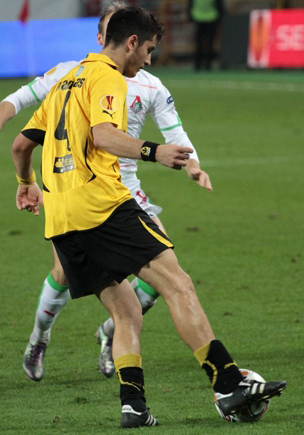
Manolas (com a bola) pelo AEK em 2011.

Ao fim dessa temporada, o time de Atenas estava sofrendo com muitas dívidas e chegou a ser impedido de realizar novas contratações de jogadores acima dos 22 anos por conta delas. O contrato do zagueiro estava no fim e, apesar do clube estar autorizado a renovar com os jogadores que já estavam dentro do elenco, não foi o que ocorreu com Manolas. Desse modo, ele deixou a equipe em julho de 2012 em uma transferência gratuita para o Olympiacos.

### Olympiacos
Ao chegar no Olympiacos, Manolas foi um jogador frequente no time que conseguiu vencer, na primeira temporada, a Copa da Grécia e o Campeonato Grego.
Na segunda temporada, venceu novamente a Super Liga Grega e estreou na Liga dos Campeões da UEFA de 2013–14, onde marcou seu primeiro gol diante o Benfica em um jogo vencido por 1 a 0. No jogo seguinte, balançou as redes novamente em uma derrota diante o PSG por 2 a 1.
O clube conseguiu passar às oitavas de final, onde venceram o jogo de ida contra o Manchester United por 2 a 0. O clube, enquanto era comandado por David Moyes, teve um grande interesse em ter Manolas na equipe, já que Nemanja Vidić havia saído da equipe para integrar a Inter de Milão. Outros clubes da Premier League também buscaram tê-lo no seu elenco, mas nenhuma negociação avançou até o fim da época. No jogo de volta contra os Red Devils, Robin van Persie impediu o avanço dos gregos marcando um hat-trick e garantindo um placar de 3 a 0.
Apesar de ter estendido o seu contrato até 2017, o jogador foi vendido em agosto para outra equipe. Manolas deixou o Olympiacos com 73 jogos e seis gols marcados.

### Roma

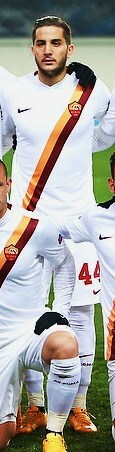
Manolas em 2014, pela Roma.

No dia 27 de agosto de 2014, a Roma anunciou a contratação de Manolas por uma quantia estimada em 15 milhões de euros. Ao ingressar na equipe romana, Kostas disse:
| “ | Eu tive ofertas de vários clubes grandes, incluindo a Juventus. Mas foi a minha decisão de vir aqui para a Roma. Eu queria vir para Roma (cidade). Muitas pessoas me disseram coisas boas. Recebi conselhos e foi uma decisão minha vir pra cá. O clube tem grandes jogadores. Quero vencer o Scudetto, assim como todo o time. Também podemos ir longe na Liga dos Campeões da UEFA. | ” |

Manolas estreou pela Roma na primeira rodada da Série A de 2014–15. Na ocasião, o time da capital derrotou a Fiorentina com o zagueiro performando por 67 minutos em uma vitória por 2 a 0. Na sexta rodada, quando enfrentou a Juventus, teve uma reação exagerada durante uma derrota por 3 a 2 diante a Velha Senhora. Após Alvaro Morata fazer uma falta dura no zagueiro, o Konstantios empurrou o atacante espanhol duas vezes antes de acertar a cabeça do centroavante com a sua própria nuca. A reação dos jogadores, a partir disso, foi eufórica e o árbitro da partida teve de expulsar tanto o jogador da Juve quanto Kostas. Na 21ª rodada, recebeu seu segundo cartão vermelho após fazer uma falta em partida contra o Empoli.
Pelo Campeonato Italiano, o jogador teve diversas boas campanhas, sendo o titular do time com muita frequência, e importância, nas cinco temporadas que defendeu o time da capital. Nesse tempo, alternou frequentemente entre vice-campeão e terceiro colocado da Série A (duas vezes vice-campeão nas épocas 2014–15 e 2016–17; duas vezes terceiro lugar em 2015–16 e 2017–18), tendo tido sua pior colocação na edição de 2018–19, quando alcançou apenas a 6ª posição na tabela.
Em sua última temporada pela Roma, em 2018–19, o atleta teve menos partidas por conta de seguidas lesões que não o acometeram outrora. Nessa época de Série A, problemas no tornozelo o deixaram de fora de alguns jogos e o zagueiro fizera apenas 27 partidas – o seu menor número desde a estreia na competição.
Em solo italiano, Kostas também esteve disputando várias partidas da Coppa Italia, onde alternava, com frequência entre as quartas e oitavas de final. Em apenas uma oportunidade a Roma conseguiu avançar às semis quando o grego esteve no elenco, mas amargaram uma eliminação no clássico diante a Lazio em um placar agregado de 4 a 2 na edição de 2016–17.
Por conta das diversas boas temporadas no Campeonato Italiano, Kostas esteve frequentemente em campo pela Liga dos Campeões da UEFA. Ele jogou a Competição Continental em quatro temporadas e só deixou de entrar em campo duas vezes. Em sua primeira vez com a Roma no torneio, venceu o primeiro jogo diante o CSKA Moscou, mas logo viu o time não conquistar mais três pontos e não obteve a oportunidade de ir às oitavas de final, como ocorreu outrora no seu time anterior. Nessa mesma edição, esteve em campo na partida que o Bayern de Munique aplicou uma goleada de 7 a 1 no Estádio Olímpico de Roma na terceira rodada do Grupo E.
Na Liga dos Campeões da UEFA de 2015–16, voltou a participar da Fase de Grupos e novamente sofreu uma goleada. Nessa partida, viu o Barcelona aplicar seis gols, contra apenas um dos italianos, no jogo sediado no Camp Nou. Apesar desse resultado negativo, o time conquistou pontos o suficiente para avançar de fase, apesar de ter feito apenas seis pontos, mas foram eliminados nas oitavas após perderem os dois jogos por 2 a 0 diante o Real Madrid.

Manolas em 2018.

Após uma temporada de ausência, o time italiano retornou à Liga dos Campeões em 2017 para fazer sua melhor campanha desde a chegada de Kostas. O clube estreou empatando com o Atlético de Madrid em 0 a 0, mas venceu o jogo seguinte diante o Qarabağ com Manolas abrindo o placar aos sete minutos com um gol de cabeça. Ao fim da Fase de Grupos, a equipe passou de fase perdendo apenas um jogo e voltou às oitavas.
No jogo de ida, perderam para o Shakhtar Donetsk, mas reverteram o placar vencendo por um placar simples no jogo seguinte e puderam disputar as quartas de final. No primeiro jogo dessa fase, perderam para o Barcelona por um placar de 4 a 1 na Catalunha, mas o jogo de volta reservou uma das maiores viradas da história da Competição.
No dia 10 de abril de 2018, teve grande atuação contra o Barcelona no Estádio Olímpico de Roma. Manolas marcou um gol de cabeça no final do jogo, definiu a vitória de 3 a 0 para a Roma e garantiu a classificação para as semifinais da Liga dos Campeões da UEFA de 2017–18, eliminando assim o clube catalão de forma surpreendente.
A semifinal reservou uma nova goleada no jogo de ida. O Liverpool aplicou uma grande vantagem fazendo cinco gols, todos oriundos do trio de ataque Mané, Firmino e Salah (este último que chegou a jogar com Kostas na Roma) e obteve uma importante vantagem para o segundo confronto fora de Anfield. Ao se reencontrarem, a equipe da Itália conseguiu chegar a fazer quatro gols, mas Mané e Georginio Wijnaldum marcaram um tento cada e classificaram os Reds para final.
Após essa boa campanha, o clube retornou para disputar a Liga dos Campeões da UEFA de 2018–19. O time conseguiu vencer três partidas, onde Manolas novamente marcou um gol na Fase de Grupos, e perdeu outros três; mas fizera pontos o suficiente para garantirem-se nas oitavas. Lá, chegaram a levar o jogo de volta à prorrogação, mas o Porto, que havia vencido a primeira partida por 2 a 1, fizera três gols contra apenas um do time de Manolas e se classificou. Ainda na Fase de Grupos, Manolas jogou contra o FC Viktoria Plzeň como capitão da equipe, essa foi a primeira vez que o defensor conseguiu a braçadeira.
Por conta da irregular campanha da na Fase de Grupos da liga dos Campeões de 2014–15, o time não conseguiu ir às oitavas, mas obteve a oportunidade de jogar os 16 avos da Liga Europa daquela temporada. O clube, porém, foi eliminado logo após passar do Feyenoord Rotterdam. Nas oitavas, não venceu nenhum jogo contra a Fiorentina e deixou a competição.
Manolas esteve em campo novamente na competição em 2016–17. A equipe passou da Fase de Grupos invicta e só veio ter a primeira derrota no jogo de volta dos 16 avos, quando perdeu para o Villarreal por 1 a 0. Nas oitavas, porém, perderam o jogo de ida para o Lyon por 4 a 2. O reencontro dos times reservou uma vitória dos italianos por 2 a 1, mas o placar agregado era favorável aos oponentes e Kostas deixou a competição novamente.
Em cinco temporadas pela equipe romana, no total, o zagueiro disputou 206 partidas e marcou nove gols.

### Napoli
No dia 30 de junho de 2019, a Roma anunciou a venda de Manolas para o Napoli. Segundo o jornal "La Gazzeta dello Sport", o grego assinou por cinco anos e com salário de 4 milhões de euros por temporada.
A estreia do jogador aconteceu na primeira rodada da Série A de 2019–20, quando derrotaram a Fiorentina em uma partida que terminou em 4 a 3. Na partida seguinte, ao enfrentarem a Juventus no Allianz Stadium, Manolas marcou seu primeiro gol com a camisa azul. Os adversários, porém, superaram a Napoli em um gol, feito nos acréscimos e comemoraram os três pontos após o quarto tento feito por Kalidou Koulibaly (gol contra). Até o fim dessa edição de Campeonato, o jogador viria a fazer mais três gols: um contra Brescia, Torino e Bologna. Mesmo tendo sido acometido por lesões, fizera quatro gols em 26 jogos.
Na Série A de 2020–21, fez ainda mais jogos, mas não marcou gols. A campanha do time, porém, foi ainda mais consistente e o clube terminou a época em quinto colocado – a melhor desde a estreia de Kostas. O jogador tivera uma lesão que foi tratada na metade do mês de fevereiro de 2021, mas que foi o suficiente para deixá-lo de fora de partidas eliminatória da Liga Europa e da Coppa Italia.
A época seguinte, porém, reservou muitas lesões e nenhum gol feito. Em sete partidas possíveis, fizera quatro jogos e lesionou-se seguidas vezes em algumas regiões diferentes de seu corpo. Desse modo, antes mesmo de continuar a temporada nos meses de 2022, foi vendido ao seu último clube da Grécia.
Enquanto esteve em Nápoles, Manolas pôde desfrutar de um título da Coppa Italia. Em 2020, viu seu clube derrotar a Juventus nas penalidades. O atleta havia se lesionado e não participou do jogo da semifinal. Para decisão, o treinador Gennaro Gattuso optou por fazer uma dupla de zaga com Kalidou Koulibaly e Nikola Maksimović. No ano seguinte, Manolas novamente não pôde jogar o jogo de volta da semifinal, mas contemplou a eliminação diante a Atalanta por 3 a 1.
Nas competições Europeias, Manolas jogou a Liga dos Campeões da UEFA de 2019–20. Mas, apesar da boa Fase de Grupo, onde se classificaram invictos, perderam nas oitavas de final quando o Barcelona os derrotou por 3 a 1, após um empate por 1 a 1 no jogo de ida.
O atleta teve a oportunidade de jogar a Liga Europa mais duas vezes. Porém, na época 2020–21, não entrou em campo nenhuma vez por opção do treinador. O clube foi eliminado nas oitavas de final para o Granada, quando o zagueiro estava lesionado e o time teve de ir até a Base para recrutar atletas, pois o time tinha tantos jogadores lesionados que, se não utilizasse seus jovens, teria apenas 12 jogadores para o confronto.
Na época seguinte, fez três jogos na Fase de Grupos e deixou o clube ainda antes do fim de 2021 e não participou do restante da campanha do time italiano.

### Olympiacos (retorno)
Sem espaço no Napoli, Manolas acertou seu retorno ao Olympiacos no dia 16 de dezembro de 2021. O zagueiro, que teve a transferência oficializada janeiro de 2022, já havia defendido o clube grego entre 2012 e 2014.
No clube grego, voltou a ser acometidos por problemas físicos. O atleta não conseguiu vencer nenhum troféu, tendo chegado o mais perto disso quando foi eliminado na semifinal da Copa da Grécia contra o PAOK. Seu último jogo aconteceu na partida de ida desse confronto, pois na volta esteve novamente impossibilitado de jogar por problemas no corpo.
Suas performances fora do agradável para diretoria fez com que sua passagem no time fosse curta. O jogador não renovou sua permanência no clube ao fim da época e virou um agente livre já na metade de 2022.

### Sharjah
Após passagem pela Grécia, Manolas rumou aos Emirados Árabes Unidos para assinar com o Sharjah FC. No clube, venceu a Supercopa, a Copa Emiradense e a Copa da Liga Emiradense logo em seu debut no país asiático. Na segunda época, porém, amargou o vice-campeonato da Supercopa e deixou a equipe em fevereiro de 2024. Após 41 jogos, deixou o clube para retornar a Europa.

### Salernitana
Após voltar da Ásia, assinou com o Salernitana para ajudar o time na luta contra o rebaixamento em fevereiro de 2024.[carece de fontes?] O zagueiro assinou com os italianos um curto contrato que expiraria em junho do mesmo ano.
Em seus poucos meses na Série A, só fizera 90 minutos em uma oportunidade e teve de lidar com suas habituais lesões. Ao fim da época, a equipe foi rebaixada em último colocado e o jogador não renovou seu vínculo com o time, ficando sem equipe no mês de junho.

## Títulos
AEK Atenas
- Copa da Grécia: 2010–11

Olympiacos
- Super Liga Grega: 2012–13, 2013–14 e 2021–22
- Copa da Grécia: 2012–13

Napoli
- Copa da Itália: 2019–20

#### Sharjah
- Supercopa dos Emirados Árabes Unidos: 2022
- Copa dos Emirados Árabes Unidos: 2022–23
- Copa da Liga dos Emirados Árabes Unidos: 2022–23